# イエメンで鮭釣りを
『イエメンで鮭釣りを』（イエメンでさけつりを、Salmon Fishing in the Yemen ）は、イギリスの作家ポール・トーディによる書簡体で書かれた風刺小説。2007年、トーディが59歳の時に上梓した処女作で、イギリスでは40万部を超えるベストセラーとなった。同年、コミカルな小説を対象としたボランジェ・エブリマン・ウッドハウス賞を受賞、翌2008年にはギャラクシー・ブリティッシュ・ブック賞の最優秀新人作家にノミネートされた。2012年に『砂漠でサーモン・フィッシング』のタイトルでユアン・マクレガー主演で映画化された。
物語は全て、主人公フレッドの日記、フレッドと妻メアリのメールのやり取り、ハリエットとマシューズの往復書簡、新聞・雑誌の記事、議会議事録、未刊行の自伝などの文書からの抜粋で構成されている。アンドリュー・マー、ボリス・ジョンソンといった実在する有名ジャーナリストも登場し、マーはオーディオ・ブック版で自分のパートを朗読した。

## あらすじ
イギリスの国立水産研究所に勤めるアルフレッド・ジョーンズ博士の元に、イエメンの富豪シャイフ・ムハンマドの代理人からある依頼が入る。自身が休暇中にスコットランドで体験した鮭釣りを、ぜひ母国でもできるようにしてほしいという。しかし、言うまでもなくイエメンは砂漠国、鮭が生育する環境に適さないため不可能であると返事をするが、この「イエメン鮭プロジェクト」に中東の不穏な情勢から目を逸らさせる材料の一つとして、首相官邸が興味を示し、引き受けるよう圧力がかかる。
フレッドは国際銀行に勤めるキャリアウーマンの妻メアリとの関係が危機に面しており、何事にも実用主義のメアリは砂漠で鮭を釣るなどという荒唐無稽な計画を一笑に付し、自身のキャリアアップのためにジュネーブへ単身赴任してしまう。当初は到底無理だと端から諦めていたフレッドだったが、調査を進めていくうちに計画は現実味を帯びていく。
シャイフの代理人を務めるハリエットは、婚約者のマシューズ大尉のイラク派遣が決まり、しばらくは手紙でやり取りをしていたが、間もなく、音信不通になる。国の機関に問い合わせても軍の機密事項であるからと梨のつぶてだったが、ある夜、マシューズの友人を名乗る男が密かに接触してきて、マシューズの部隊がいてはならないはずのイランで行方不明になっていると聞かされる。
イエメン鮭プロジェクトにイギリス国民の税金が使われることに非難が集まることを想定した政府は、プロジェクトと距離を置くことを決めるが、間もなく、マシューズ大尉の部隊の問題がもたらされる。政府はイランでの非合法活動を認めるわけにはいかない。首相の広報担当補佐官ピーターは、少しでも目を逸らさせるために、再び鮭プロジェクトに食指を動かす。

## 登場人物
アルフレッド（フレッド）・ジョーンズ
イギリスの環境食料農村地域省 国立水産研究所所属の水産学者（博士）。
ハリエット・チェトウォド＝タルボット
海外（特に中東）の買い手に代わってイギリスの農地やレジャー用地の取得や、不在中の管理を請け負う不動産売買・コンサルタント会社〈フィッツハリス&プライス社〉の社員。
サリー・トーマス
ジョーンズ博士の助手。
デイヴィッド・サグデン
国立水産研究所所長。
ハーバート・バークシャー
外務大臣の政務秘書官。
メアリ・ジョーンズ
アルフレッドの妻。国際銀行インターファイナンスSA勤務。
アンドリュー（アンディ）・マクファジーン
外務大臣第一秘書官。
マイケル（マイク）・ファーガソン
獣医学・食品科学・水産科学部長。
ピーター・マクスウェル
首相官邸広報担当官。
シャイフ・ムハンマド＝ザイディ・バニ・ティハーマ
イエメンの富豪。
マルコム
シャイフの執事。
コリン・マクファーソン
インヴァネス近郊のシャイフの別荘の案内人。シャイフの釣り師。
ロバート・マシューズ
ハリエットの婚約者。海兵隊大尉。ハリエットと休暇をフランスで過ごそうとしていた矢先に、イラクへの派遣命令が下り、音信不通になる。
ジェームズ・ヴェント
イギリス首相。
タリク・アンワル
アルカイダのメンバー。シャイフのイエメン鮭プロジェクトは十字軍の行いより邪悪な悪行だとして、プロジェクトの阻止とシャイフの抹殺を命じる。
エッサド
イエメンのアルカイダメンバー。
アンドリュー・マー
BBC1『ポリティクス・ショー』司会者。
トム・プライス＝ウィリアムズ
環境庁水産課長。
アーチー・キャンベル
スコットランドの鮭の養殖場「マクサーモン・アクアファームズ」の経営者。
ハーミッシュ・スチュアート
スコットランド民族党議員。
アンドリュー・スミス
労働党議員。
ジェラルド・ランプリー
野党党首。
レジナルド・ブラウン
内務大臣。
チャールズ・ケイペット
保守党議員。
ジョン・デイヴィッドソン
国防大臣。
ムハンマド・ジャバラー
クイズ番組『プライズ・フォー・ザ・ピープル』司会者。
ファルーク
『プライズ・フォー・ザ・ピープル』に出演するパキスタン人青年。
ジェームズ・バーデン
大蔵大臣。
尋問官
責任の所在を明確にすべく、フレッド、ハリエット、ピーターらを尋問する下院外交問題特別調査委員会の尋問官。